# 蜀山车辆段
蜀山车辆段是杭州地铁2号线的车辆基地，位于杭州市萧山区蜀山街道章潘桥村。2012年下半年开建，2013年建成，2014年11月在2号线东南段开通后正式投入使用。